# Sturmhauptführer

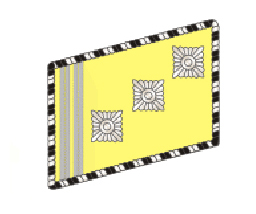
De kraagspiegel van een SA-Sturmhauptführer, 1928-1945.

Sturmhauptführer (Nederlands: "Stormhoofdleider") was een paramilitaire rang in de nazipartij en werd door de SA en de SS gebruikt. De rang was een equivalent van een Hauptmann in de Wehrmacht. Deze was weer de equivalent van een kapitein (NAVO-rang OF-2) in de meest westerse legers.
Deze rang werd in 1928 als een SA-rang gecreëerd, en werd verleend aan de SA-officieren die  compagniecommandant van een SA-eenheid waren. De vertaling is "Stormhoofdleider" komt oorspronkelijk van de Duitse stoottroepen uit de Eerste Wereldoorlog, die typisch waren georganiseerd in stormtroepencompagnieën, onder de leiding van een officier met de rang van een luitenant of kapitein.
Als een SS-rang werd de Sturmhauptführer in 1930 als hogere rang dan een Sturmführer gevestigd. Sturmhauptführer werd meer als een hogere luitenantsrang beschouwd, maar na 1932 werd de rang boven die van een Obersturmführer ingeschaald.
In 1934 na de Nacht van de Lange Messen, wijzigde de SS de naam van Sturmhauptführer naar Hauptsturmführer. Dit was grotendeels het gevolg van het SS-rangsysteem te scheiden van die van de SA, die nu als twee volledig afzonderlijke organisaties beschouwd werden. Sturmhauptführer bleef een SA-rang tot 1945.